# Brunnenstube (Süßenborn)

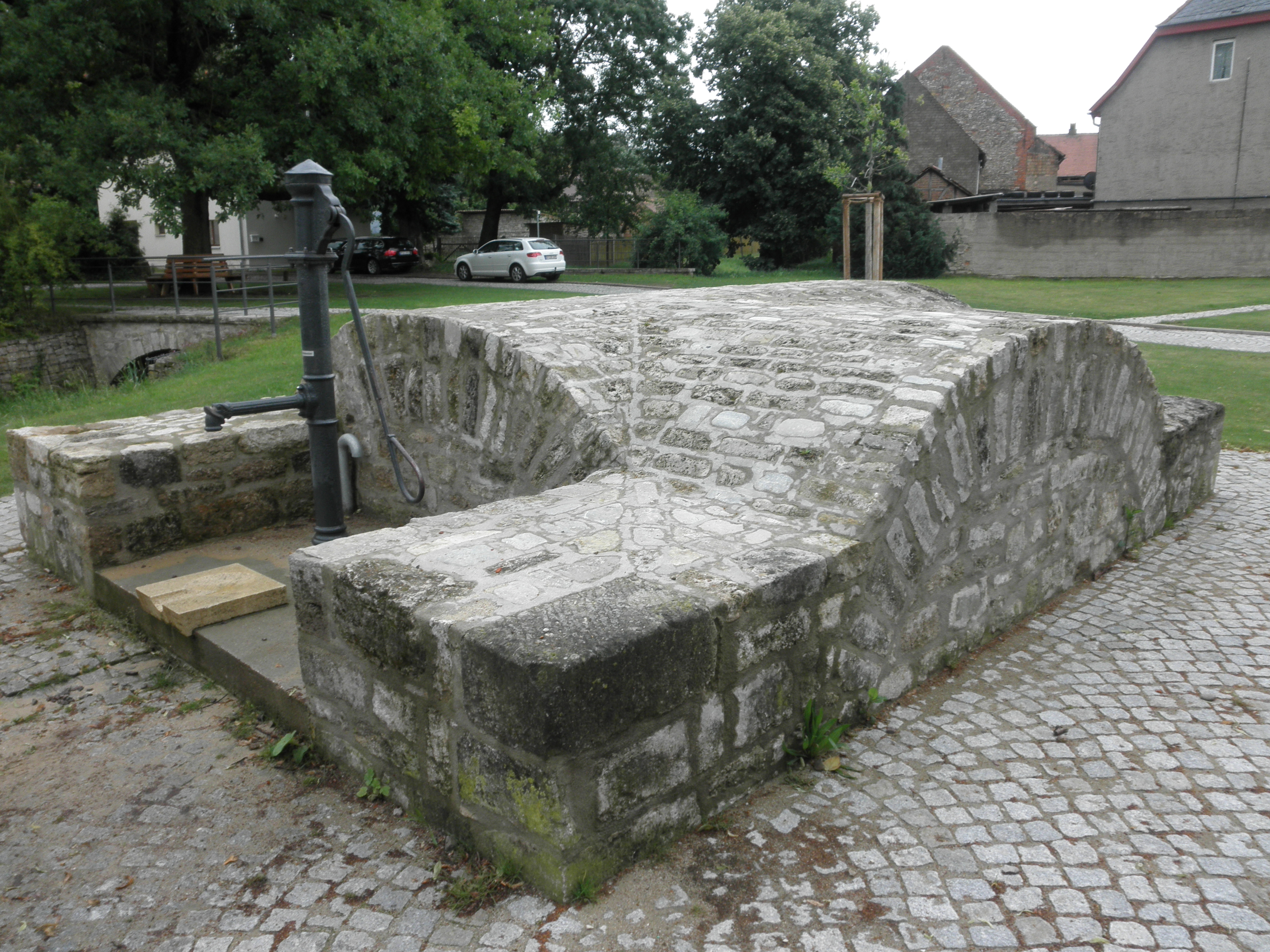
Handpumpe und Brunnenstube

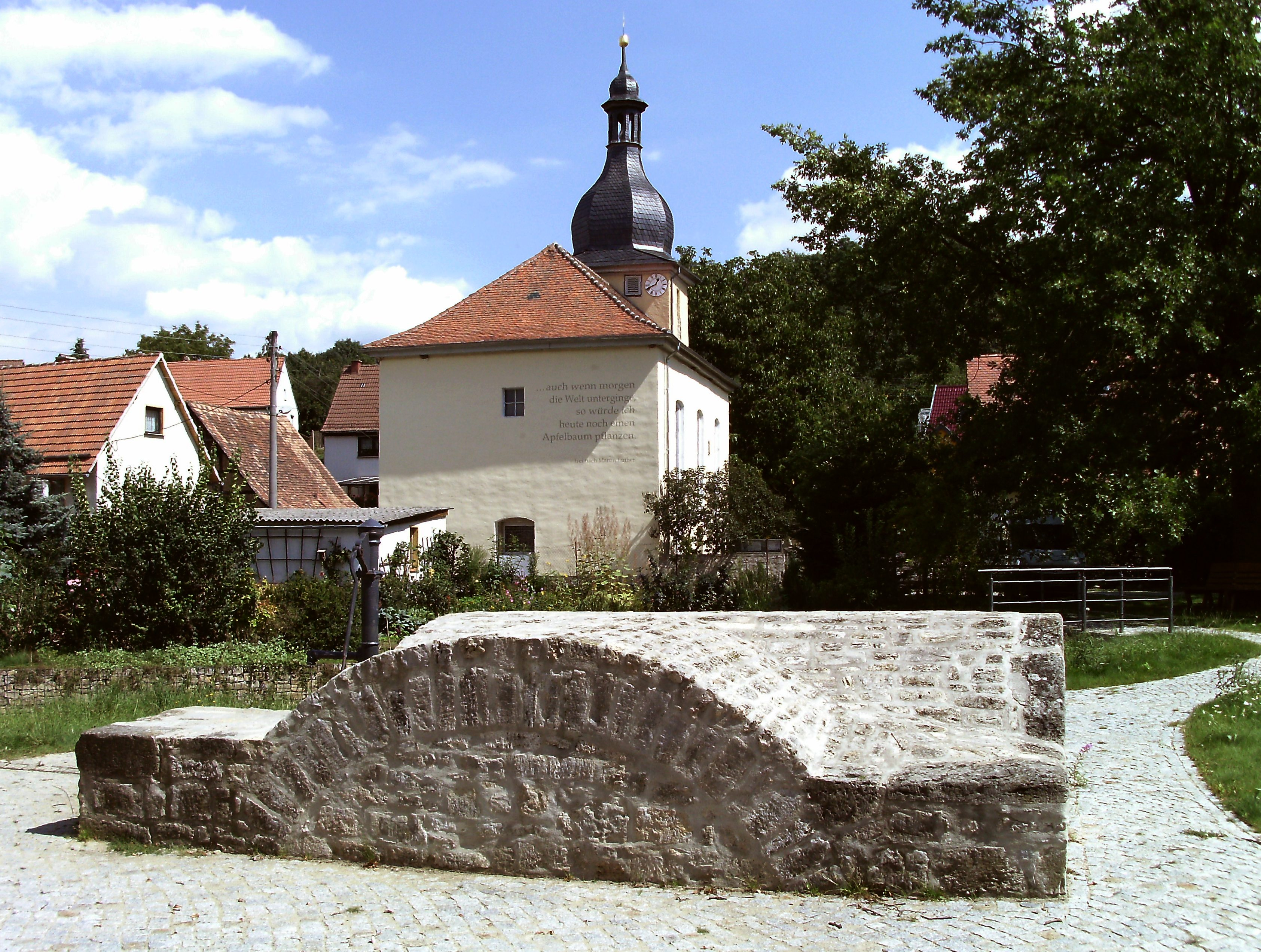
Brunnenstube und Kirche Zu den 14 Heiligen

Auf dem Dorfplatz im Weimarer Ortsteil Süßenborn befindet sich eine Brunnenstube mit einer davor befindlichen Handpumpe. Diese wurde installiert, um die Wasserentnahme zu erleichtern.
Der Dorfbrunnen Süßenborn ist ein einzigartiges Bauwerk und Denkmal. Bisher wurde in Thüringen kein vergleichbares Objekt gefunden. Der Brunnen besteht aus einer überwölbten Beckenkammer aus Naturstein. Das in der Nord-Süd-Richtung liegende Tonnengewölbe hat die Länge von 5,60 m. Von Westen her stößt eine zweite kleinere Tonne auf die Haupttonne, die der Überlieferung zufolge als Zugang zur Kammer diente. Dort wurde Wasser geschöpft. Die Außenwände des Bauwerks bestehen zumeist aus gemauerten Kalksteinen. Das gewölbte Tonnenmauerwerk besteht aus Kalksteinpflaster.
Die Brunnenstube ist verzeichnet auf der Liste der Kulturdenkmale in Süßenborn. Sie ist zugleich Wahrzeichen von Süßenborn und fand zusammen mit der Handschwengelpumpe Eingang in das Ortswappen. Die Handschwengelpumpe spendet dem Schmerlebach Wasser. Der Schmerlgraben, wie er als solcher kartographisch verzeichnet ist, endet im Speicher Kromsdorf. Unweit von der Brunnenstube befindet sich die ebenfalls denkmalgeschützte Kirche Zu den 14 Heiligen (Süßenborn).